# Freiwilligentag
Ein Freiwilligentag bietet Interessierten die Chance, sich einmalig, kurzzeitig und freiwillig ohne weitere Verpflichtung für einen guten Zweck ehrenamtlich zu engagieren. Das Mitmachen und Kennenlernen der Freiwilligen-Projekte steht an dem einen Tag im Vordergrund. Vereine, Initiativen und gemeinnützige Organisationen entwickeln dazu Mit-Mach-Aktionen, die die Vielfalt der Engagementmöglichkeiten zeigen. Diese Engagementform eignet sich vor allem für freiwillig Interessierte, die im Alltag keine Zeit für ein ständiges Engagement haben. In mehr als 100 Städten und Kommunen in Deutschland beteiligen sich je nach Region zwischen 100 und 6000 Menschen jährlich daran.
Neben regionalen Freiwilligentagen organisieren Unternehmen und Verbände interne Aktionstage zur Förderung des freiwilligen Engagements.

## Historie
Die Idee der Freiwilligentage stammt aus den USA, wo sie u. a. als day of caring oder make a difference day bekannt sind. In Deutschland fand der erste Freiwilligentag 2001 in Berlin anlässlich des Internationalen Jahres der Freiwilligen auf Initiative der Landes-Freiwilligenagentur Berlin Treffpunkt Hilfsbereitschaft statt. Im Jahr darauf veranstalteten Berlin, Kassel und Hamburg einen Freiwilligentag. Von 2003 an verbreitete sich die Idee bundesweit. Damals rief Bayern zu einem landesweiten Freiwilligentag auf, so dass auch kleinere Städte und Landkreise erstmals teilnahmen.

## Beispiele in den Bundesländern
- Länderübergreifend: Metropolregion Rhein-Neckar (2008, 2010, 2012, 2014, 2016, 2018)[4]
- Bayern: Landkreis Cham (seit 2003), Augsburg (seit 2003)[5]
- Berlin (seit 2001)[6]
- Brandenburg: Eberswalde (seit 2009)[7]
- Bremen (seit 2004)
- Hamburg (seit 2002)
- Hessen: Kassel (2002), Wiesbaden (seit 2008)[8]
- Niedersachsen: Hildesheim (seit 2006), Osnabrück (seit 2008)[9]
- Nordrhein-Westfalen: Köln (seit 2002)
- Rheinland-Pfalz: Wehr (2008)
- Sachsen-Anhalt: Halle (seit 2005)
- Thüringen: Weimar (seit 2006), Jena (seit 2004)